# 小高站 (中國)
小高站（彝語北部方言： xuo guo）是一个成昆线上的铁路车站，位于四川省凉山彝族自治州德昌县小高镇，建于1970年，目前为四等站，邮政编码为615504。目前客运：办理旅客乘降；不办理行李、包裹托运；货运：办理整车货物发到。